# Schloss Apolda

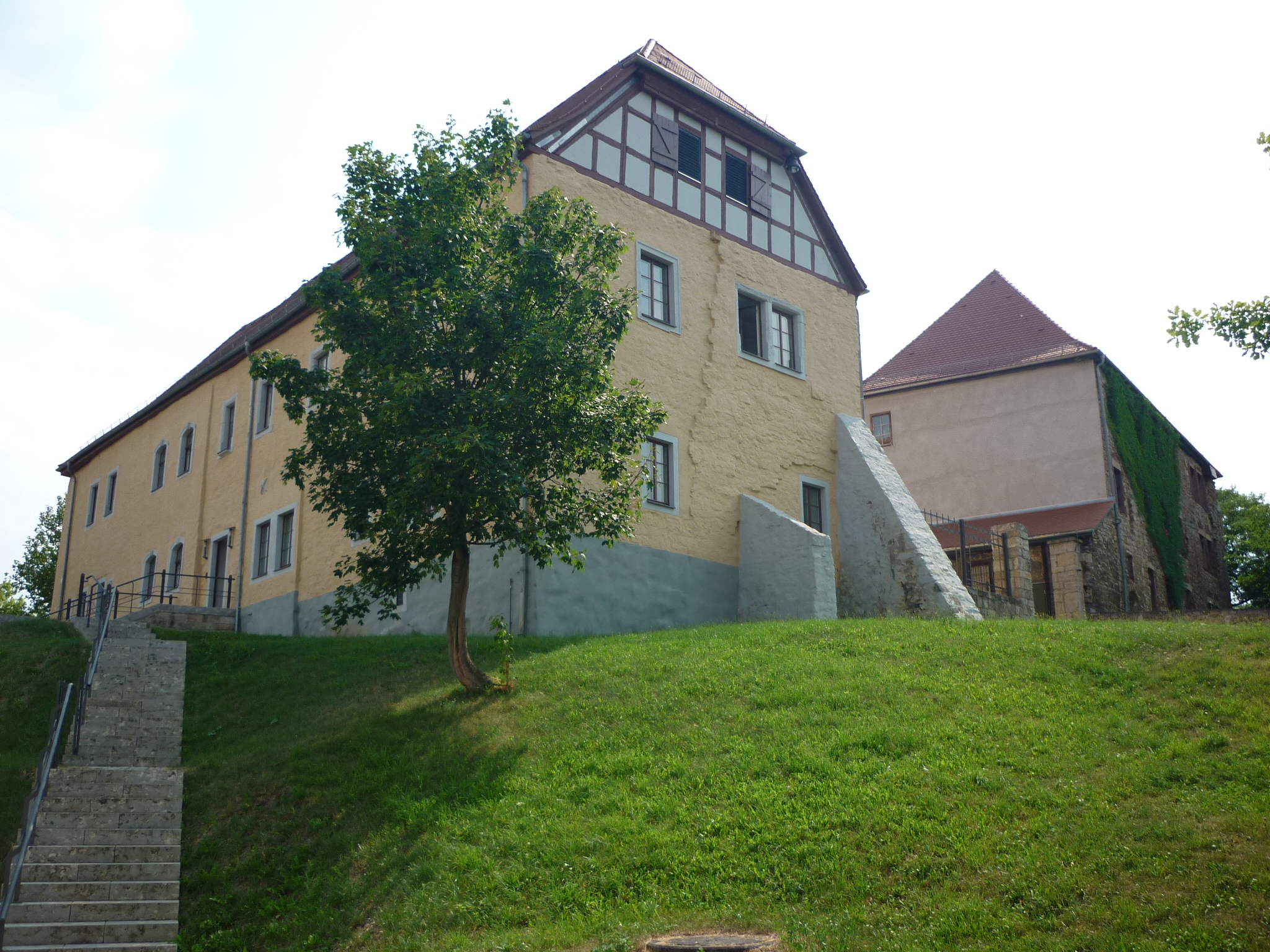
Das Schloss Apolda beherbergt heute einen Teil der Stadtverwaltung Apolda.

Das Schloss Apolda befindet sich in der Stadt Apolda Landkreis Weimarer Land in Thüringen.

## Lage
Das Schloss Apolda befindet sich im Südbereich des heutigen Stadtzentrums an der Stelle der ehemaligen Burg, die auch auf dem nach Norden gerichteten Bergsporn lag.
Am Aufgang zum Schloss steht der Katharina-Brunnen.

## Geschichte
Die Burg diente der Sicherung der Siedlung rechts der Ilm sowie des Verkehrs der nach Jena und Kospoda führenden Straße und Richtung Kölleda des Saaleübergangs bei Neuengönna/Hummelstedt zur Saalebrücke.
Apolda war bereits zur fränkischen Zeit ein regionales Zentrum, in dem die Grafen des Gaues Husitin Gericht hielten. 1119 wird ein Graf Wichmann genannt, der wohl Herr der Burg war. Seit dem 13. Jahrhundert sind die Vitzthume von Apolda urkundlich überliefert. Sie waren Ministerialen der Erzbischöfe von Kurmainz. Ende des 14. Jahrhunderts traten die Lehnsherren der Wettiner anstelle des Erzbischofs auf. 1451 wurde die Burg im Sächsischen Bruderkrieg zerstört. Sie wurde weitgehend beseitigt und an ihrer Stelle das heute noch erhaltene Schloss errichtet. In den Mauern sind noch Reste der Burg zu finden.
Im 16. und 17. Jahrhundert erfolgten weitere bauliche Veränderungen. Aus jener Zeit stammt der Vitzthumbau, der heute dem Sachgebiet Kultur der Stadtverwaltung Apolda, dem Standesamt, der Außenstelle Apolda der Musikschule Ottmar Gerster Weimar, dem Apoldaer Kulturverein und dem Fundus des Apoldaer Amateurtheaters Platz bietet.
Im 1999 sanierten Obergeschoss des Südwestbaus aus dem 19. Jahrhundert wird ein Saal für Kleinkunstveranstaltungen und Konzerte genutzt.